# Onyx Lorenzoni
Pour les articles homonymes, voir Lorenzoni.
Onyx Dornelles Lorenzoni, né le 3 octobre 1954 à Porto Alegre, est un homme politique et entrepreneur brésilien, membre du parti des Démocrates puis du Parti libéral.
Entre 2019 et 2022, il occupe plusieurs postes ministériels sous la présidence de Jair Bolsonaro, comme chef de cabinet civil de la présidence, ministre de la Citoyenneté, secrétaire général de la présidence et ministre du Travail et de la Prévoyance.

## Biographie

### Jeunesse et formation
Diplômé en médecine vétérinaire par l'université fédérale de Santa Maria, il est luthérien et père de quatre enfants.

### Vie politique
Par deux fois, Onyx Lorenzoni essaye de devenir maire de Porto Alegre. En 2004, il arrive troisième avec 9,97 % de voix, en 2008, il recule à la cinquième place avec 4,91 %.
De 1995 à 2003, il est député de l'État du Rio Grande do Sul. En 2002, il est élu député fédéral pour le même État et réélu en 2006, 2010, 2014 et 2018.
Il commence sa carrière au Parti libéral, qu'il quitte en 1997 pour se joindre au Parti du front libéral, qui devient Démocrates en 2007, dont il devient le chef à la Chambre des députés. Dès le début de sa carrière parlementaire, il se caractérise par son éloquence et son assiduité, ce qui fait de lui un parlementaire influent.
Le 5 novembre 2018, il est nommé par Michel Temer, ministre-chef du cabinet chargé d'organiser la transition avec le président-élu Jair Bolsonaro. Après son investiture en janvier 2019, ce dernier le nomme ministre de la Maison civile (chef du cabinet civil). Onyx annonce vouloir un « nettoyage » idéologique des administrations publiques afin d'en chasser tous les personnels soupçonnés d’être proche de la gauche. Toujours sous la présidence de Bolsonaro, il est successivement ministre de la Citoyenneté le 10 février 2020, puis ministre-secrétaire général de la présidence de la République le 12 février 2021, enfin ministre du Travail et de la Prévoyance le 28 juillet 2021.
En 2022, il appartient brièvement à Union Brésil (issue de la fusion des Démocrates avec le Parti social-libéral) avant de rejoindre le Parti libéral.
Il quitte le gouvernement le 30 mars 2022 afin de briguer le poste de gouverneur du Rio Grande do Sul. Lors du premier tour le 2 octobre suivant, il arrive en tête avec 37,5 % des suffrages devant l'ancien gouverneur Eduardo Leite, candidat du PSDB qui recueille 26,81 % des voix. Au second tour, le 30 octobre, Leite est cependant élu avec 57,12 % des voix.

### Lutte contre la corruption et affaires
Onyx qui s'investit dans la lutte contre la corruption, cherche systématiquement à donner de lui l'image d’incorruptible. Il s’inscrit à toutes les commissions parlementaires d’enquête sur la question. Par exemple à la CPMI de la Poste brésilienne qui a conduit au scandale du Mensalão, de la Petrobras, etc. Il devient aussi le rapporteur de la loi dite « dix mesures contre la corruption », loi que les procureurs de la République avaient proposée en mars 2015 pour renforcer la lutte contre la corruption, qui avait obtenu l’appui de deux millions de signatures dans la population brésilienne,. Il s’est en outre prononcé en octobre 2016 pour l’emprisonnement des personnes condamnés en appel, avant même que toutes les voies de recours aient été épuisées. Il se distingue particulièrement en novembre 2016 contre l’amnistie des caisses noires souhaitée par certains députés. Enfin, encore en novembre 2016, il déclare à la presse son opposition aux juridictions spéciales, dont bénéficient les ministres, les sénateurs et les députés : ils ne peuvent en effet être jugés que par le STF, c’est-à-dire par la Cour Suprême, ce qui complique les poursuites contre eux. A ce propos, Onyx déclare : « Il existe dans le pays un sentiment d’absolue impunité… Les parlementaires doivent avoir la capacité et l’humilité d’entendre la voix de la rue » .
Cependant, en 2017, pressé par un journaliste, il est contraint d’avouer que sa campagne de 2014 avait été partiellement financée par une caisse noire, approvisionnée par le roi des corrupteurs au Brésil, la JBS. « On était à la fin de la campagne, dit-il, on était criblé de dettes, alors j’ai utilisé l’argent... Mais j’ai pris soin de demander avant s’il s’agissait d’argent propre ». En demandant des excuses à son électorat pour l’erreur commise, il promet d’aller se confier au plus vite au procureur : « Je vais lui dire la vérité, même si cette vérité est dure contre moi ».
Mais en décembre 2018, alors qu'il est le ministre chargé du gouvernement de transition de Jair Bolsonaro, le procureur général de la République sollicite l’autorisation à la Cour suprême d'ouvrir une enquête contre Onyx et neuf autres parlementaires : leurs noms figurent dans la délation du plus grand corrupteur brésilien, la JBS. On parle de versements illégaux en 2012 et en 2014. Onyx nie farouchement le premier, alors qu’il avait déjà publiquement reconnu celui de 2014. Or, l’enquête sur ces derniers dons qui était archivée par la Cour suprême, risque de se rouvrir,,.